# Dingana clara
Dingana clara är en fjärilsart som beskrevs av Van Son 1940. Dingana clara ingår i släktet Dingana och familjen praktfjärilar. Inga underarter finns listade i Catalogue of Life.